# Kathy Pieters
Kathy Pieters is een personage uit de Vlaamse ziekenhuisserie Spoed dat werd gespeeld door Christel Van Schoonwinkel. Ze was een vast personage van 2002 tot 2007.

## Personage
Kathy is een gedreven urgentiearts die het vertrek van Koen De Koninck en Geert Van Gestel moet opvangen in seizoen 4. In het begin heeft ze het niet zo met ambulancier Cisse, maar dit komt omdat zijn zoon in de problemen zou zitten. Later worden ze goede collega's, ondanks dat ze hem ook eens per ongeluk omverrijdt met de ambulance.
In seizoen 5 moet ze haar ex-vriend Brian, een Australische zeeman, behandelen. Ze verneemt dat ze door hem besmet is met het hiv-virus en dit nieuws heeft een grote invloed op haar werk. Uiteindelijk vertelt ze het aan Luc en tot haar grote opluchting zal haar ziekte haar haar baan niet kosten. Desondanks geraakt ze meerdere malen in paniek en denkt ze geregeld aan het nemen van ontslag omdat ze vindt dat ze de taak van dokter niet meer naar behoren kan uitvoeren. Zo vermoedt ze een patiënt besmet te hebben met het virus, hoewel bleek dat hij reeds jarenlang drager was. Voor de rest van het team houdt ze dit voorlopig geheim, waardoor er vaak verbaasd wordt opgekeken wanneer Kathy in paniek raakt. In seizoen 6 ontmoet ze Brian opnieuw en als ze hem erover inlicht dat hij haar besmet heeft, blijkt dat hij dit zelf nog niet wist.
Kathy ontmoet Michel, maar ze luistert liever niet naar haar gevoelens dan haar geheim op te biechten. Op het einde van seizoen 6 ziet ze hem terug wanneer hij wordt opgenomen met de Chinese griep en vertelt ze dat ze seropositief is. In seizoen 7 roept verpleegster Lies in een hevige discussie met haar iets te luidruchtig dat Kathy seropositief is, omdat ze geen abortus bij Lies wou doen. Enkele leden van het team vangen het daardoor op en dat gaat meteen heel het ziekenhuis rond. Kathy is er kapot van, maar later wordt ze wel weer door iedereen aanvaard. Ze komt ook Michel nogmaals tegen. Ook hij is besmet met hiv en ze praten er samen over. Tot een relatie komt het echter niet.
In seizoen 8 verneemt ze dat Brian gestorven is aan aids en dat ze een huisje in de Provence geërfd heeft. In seizoen 9 doet ze mee aan een experimentele behandeling tegen hiv en aids, maar na een paar allergische reacties moet ze hiermee stoppen. Ze gaat wat op krachten komen bij familie in Limburg. Als haar tante en haar nicht omkomen bij een auto-ongeluk, krijgt zij, na enkele schermutselingen, de voogdij over haar neefje Thomas.
In het begin van seizoen 10 blijft Kathy als enige 'ancién' over na het vertrek van Lies en Bob. Ze heeft dan nog een beperkte rol. Het duurt dan ook niet lang voordat ze de eerste tekenen van de doorbraak van haar ziekte ontdekt.

### Vertrek
In het begin van seizoen 10 ontdekt ze een melanoom op haar rug: de aids is begonnen. Wanneer directeur André Maenhout dit te horen krijgt, verplicht hij Luc Gijsbrecht om haar met ziekteverlof te sturen. Om de eer aan zichzelf te houden, neemt ze uiteindelijk zelf ontslag. Samen met haar neefje Thomas verhuist ze naar Zuid-Frankrijk, om te gaan genieten van de tijd die haar nog rest. Ze slaat voor de laatste keer de deuren van Spoed achter zich dicht in aflevering 195.

## Familie
- † Betty Pieters (tante)
- † Karen Pieters (nicht)
- Thomas Verbist (achterneef + adoptiezoon na het overlijden van haar nicht en tante)